# Douglas B-18 Bolo
Douglas B-18 Bolo (kanadska  oznaka Douglas Digby) je bil srednji bombnik, ki so ga uporabljale ameriške USAAC in kanadska RCAF od poznih 1930ih do zgodnjih 1940ih. Proizvajalo ga je podjetje Douglas Aircraft Company, skupaj so zgradili 350 letal. Zasnovan je bil na podlagi DC-2. B-18 naj bi nasledil Martina B-10.
B-18 je bil na začetku 2. svetovne vojne že precej zastarel, imel je sorazmerno majhno hitrost, majhen bombni tovor in je imel slabo samoobrambno oborožitev. Zato so ga kasneje uporabljali kot protipodmorniško letalo in za transport lahkih tovorov.

## Specifikacije (B-18A)
Podatki iz McDonnell Douglas Aircraft since 1920; Francillon 1979, pp. 208–209
Splošne karakteristike
- Posadka: 6
- Dolžina: 57 ft 10 in (17,63 m)
- Razpon kril: 89 ft 6 in (27,28 m)
- Višina: 15 ft 2 in (4,62 m)
- Površina kril: 959 ft² (89,1 m²)
- Teža praznega letala: 16320 lb (7403 kg)
- Naložena teža: 24000 lb (10866 kg)
- Maks. vzletna teža: 27673 lb (12552 kg)
- Pogon letala: 2 ×  radialni motor Wright R-1820-53, 1000 KM (746 kW)  vsak

 Zmogljivost 
- Maks. hitrost: 216 mph (188 vozlov, 348 km/h) na višini 10000 ft (3050 m)
- Potovalna hitrost: 167 mph (145 vozlov, 269 km/h)
- Doseg: 900 milj (787 nmi, 1450 km)
- Največji doseg: 2100 milj (1826 nmi, 3380 km)
- Višina leta: 23900 ft (7285 m)
- Čas do višine 10000 ft (3050 m): 9,9 minut

Oborožitev

- Strelno orožje: 3 × .30 in (7,62 mm) M1919 Browning strojnice
- Bombe: Do 2000 kg